# Gauthier Remacle
Gauthier Remacle (* 26. Mai 1977 in Bastogne) ist ein ehemaliger belgischer Fußballspieler.
Er spielte in seiner Jugend bei RLC Bastogne und ES Bourcy. Danach stand er bei Standard Lüttich und Sporting Charleroi unter Vertrag. 2003 wechselte er in die 2. Fußball-Bundesliga zu Rot-Weiß Oberhausen, für die er 38 Zweitligaspiele bestritt. 2005 schloss sich der 1,82 m große Abwehrspieler dem luxemburgischen Erstligisten FC Wiltz 71 an und wechselte 2008 zu Etzella Ettelbrück. 2011 wechselte er als Spielertrainer zum FC Orania Vianden. Im Januar 2013 verließ der den Verein mit unbekanntem Ziel. In der Saison 2016/17 war er als Jugendtrainer bei seinem Heimatverein Royal Leopold Club Bastogne aktiv.